# Észak-Oszét Autonóm Szovjet Szocialista Köztársaság
Az Észak-Oszét Autonóm Szovjet Szocialista Köztársaság (oszétül: Цæгат Ирыстоны Автономон Советон Социалистон РеспубликæЦæгат Ирыстоны Автономон Советон Социалистон Республикæ; oroszul: Северо-Осетинская Автономная Советская Социалистическая РеспубликаСеверо-Осетинская Автономная Советская Социалистическая Республика) a Szovjetunió, azon belül az Orosz SZSZSZK autonóm köztársasága volt 1936-tól 1992-ig, amikor átnevezték Észak-Oszét Köztársasággá. Észak-Oszétia ma az orosz Föderáció egyik tagállama. A kezdetektől fogva egyesülni kívánt a ma Grúziához tartozó Dél-Oszétiával.

## Fordítás
Ez a szócikk részben vagy egészben  a   North Ossetian Autonomous Soviet Socialist Republic című angol Wikipédia-szócikk ezen változatának fordításán alapul.  Az eredeti cikk szerkesztőit annak laptörténete sorolja fel. Ez a jelzés csupán a megfogalmazás eredetét és a szerzői jogokat jelzi, nem szolgál a cikkben szereplő információk forrásmegjelöléseként.